# 里格斯比群島
66°40′S 67°37′W / 66.667°S 67.617°W
里格斯比群島（英語：Rigsby Islands），是南極洲的群島，位於阿德萊德島北岸，處於錫拉德群島以南3.7公里，根據美國拍攝的空中照片繪入地圖，現時由南極條約體系管理。